# رید (اوکلاهما)
رید (به انگلیسی: Reed) یک منطقهٔ مسکونی در ایالات متحده آمریکا است که در شهرستان گریر، اکلاهما واقع شده‌است.